# Бывшая
«Бывшая» — российский фильм ужасов, снятый режиссёром Евгением Пузыревским в 2021 году. Мировая премьера фильма состоялась 1 июня 2022 года.

## Сюжет
16-летний парень Саша, хвастаясь перед своими друзьями, публикует в чате своё фото с красивой девушкой. Саша, теперь уже двадцатитрёхлетний успешный молодой человек с любимой девушкой, на которой он собирается жениться. Однажды ему приходит сообщение от той самой девушки, которая просит его о встрече. Одновременно с этим Катю, невесту Саши, начинают преследовать жуткие видения призрака девушки. Маша узнаёт о том, что девушка по имени Маша, с которой Саша переписывался в чате семь лет назад, недавно покончила жизнь самоубийством после кровавой расправы над своим бывшим женихом. Чтобы не стать жертвой призрака и не позволить ему разрушить будущее семейное счастье, обручённым необходимо как можно быстрее провести обряд венчания. Но обряд венчания в церкви не останавливает призрака, который продолжает убивать всех, кто встаёт у него на пути. Теперь, по напутствию священника, борющегося за жизнь Саши, Маше необходимо провести обряд отпевания усопшей Маши, тело которой до сих пор не предано земле и чьей душой завладела демоническая сила.

## В ролях
- Константин Белошапка — Саша
- Елена Морозова — мать Маши
- Вера Кинчева — Катя
- Сергей Двойников — Олег
- Екатерина Шумакова — Женя
- Жанна Данилова — Маша
- Владимир Селезнёв — отец Алексей
- Павел Голубев — парень с электрошокером
- Анна Осипова — недовольная медсестра
- Вероника Скурихина — репортёр
- Олег Дуленин — дьякон
- Дмитрий Савкин — Андрей

## Критика
Ася Заболоцкая в своей рецензии, опубликованной на сайте «Киноафиша» в целом похвалила фильм, сказав, что «общая атмосфера хоррора неплохо ощущается в дебюте Евгения Пузыревского. Саспенс тоже присутствует, но стимулируется стереотипными и привычными способами: враждебная для слуха музыка, внезапное выключение света и медленные движения камеры». Также она обратила внимание на локации и реквизиты, присутствующие в фильме, которые, по её словам, «постарались сотворить более таинственную атмосферу, благодаря оттенкам сепии». Но несмотря на это, она раскритиковала драматургию фильма, сказав, что она «может совершенно не понравиться, и сюжет забудется сразу после просмотра».